# Narimanovskij rajon (Oblast' di Astrachan')
Il Narimanovskij rajon in russo Наримановский район? è un rajon dell'Oblast' di Astrachan', nella Russia europea; il capoluogo è Narimanov. Istituito nel 1931, ricopre una superficie di 6.100 chilometri quadrati ed ospita una popolazione di circa 46.133 abitanti.